# فهرست هتل‌های کرمانشاه
فهرستی از هتل‌ها و امکان اقامتی در کرمانشاه:

## هتل‌ها و اماکن اقامتی

هتل جمشید در یک شب تابستانی

| نام هتل              | نشانی                                         | تعداد ستاره | سال ساخت                | پایگاه اینترنتی    |
| -------------------- | --------------------------------------------- | ----------- | ----------------------- | ------------------ |
| هتل پارسیان کرمانشاه | کرمانشاه، ابتدای بلوار طاقبستان               | ۵           | ۱۳۹۰                    | وبسایت هتل پارسیان |
| هتل آزادگان          | کرمانشاه، شهرک تعاون                          | ۴           | ۱۳۷۷                    | [ ۱ ]              |
| هتل جمشید            | کرمانشاه، بلوار تاق بستان، میدان تاق بستان    | ۴           | ۱۳۸۵                    | [ ۲ ]              |
| هتل بیستون           | کرمانشاه، خیابان دبیراعظم                     | ۳           | ۱۳۱۲                    | -                  |
| هتل داریوش           | کرمانشاه، خیابان مطهری                        | ۲           | ۱۳۵۰ (بازسازی در ۱۳۷۹)  | -                  |
| هتل راه کربلا        | کرمانشاه، پارکینگ شهرداری                     | ۲           | ۱۳۷۷                    | -                  |
| هتل رسالت            | کرمانشاه، میدان فردوسی                        | ۲           | ۱۳۵۰                    | -                  |
| هتل آزادی            | کرمانشاه، میدان آزادی                         | ۱           | ؟                       | -                  |
| هتل آپارتمان لیژان   | کرمانشاه، چهار راه مدرس                       | ۳           | ۱۳۸۶                    | -                  |
| هتل معراج            | کرمانشاه، میدان آزادی                         | ۱           | ؟                       | -                  |
| هتل آپارتمان کوروش   | کرمانشاه، چهارراه سنگر، بلوار گلریزان         | ۳           | ؟                       | -                  |
| هتل سینا             | کرمانشاه، خیابان جمهوری اسلامی                | ۲           | ۱۳۵۸ (بازگشایی در ۱۳۹۲) | -                  |
| هتل آپارتمان پاتاق   | ۲۲ بهمن، بلوار آل‌آقا، کوی ۲۰۳                 | ؟           | ۱۳۹۹                    | -                  |
| هتل لاله بیستون      | بیستون، محوطۀ تاریخی بیستون، کاروانسرای عباسی | ۵           | ۱۳۹۴                    | -                  |

## اقامتگاه‌های بومگردی
| نام اقامتگاه بومگردی          | نشانی                                                                                           | سال ساخت | پایگاه اینترنتی |
| ----------------------------- | ----------------------------------------------------------------------------------------------- | -------- | --------------- |
| اقامتگاه بومگردی ریوار        | خیابان مدرس، مجاور تکیۀ بیگلربیگی                                                               | ۱۳۹۷     | وبسایت          |
| اقامتگاه بومگردی عمارت بامگاه | جلوخان، روبروی مسجد جامع، کوچۀ شهید انتظاری، پلاک ۵۲                                            | ۱۳۹۹     | پایگاه اینترنتی |
| اقامتگاه بومگردی کیکم         | میدان فردوسی، انتهای جادۀ سرآب قنبر، بعد از زیرگذر پل کمربندی، به طرف جادۀ مرکز پرورش اسب فرجام | ۱۳۹۴     | پایگاه اینترنتی |

## مراکز اقامتی دولتی
| نام اقامتگاه                                            | نشانی | سال ساخت | پایگاه اینترنتی |
| ------------------------------------------------------- | --- | -------- | --------------- |
| خانۀ معلم (مراکز اقامتی رفاهی آموزش و پرورش)            | شمارۀ ۱: بلوار بهشتی، نرسیده به سه‌راه ۲۲ بهمن شمارۀ ۲: بلوار بهشتی، سه‌راه ۲۲ بهمن ، پژوهشسرای دانش‌آموزی شمارۀ ۳: میدان نفت، انتهای بلوار جام جم، دبیرستان نمونه بعثت شمارۀ ۴: بلوار بهشتی، روبروی پالایشگاه، تالار بهشتی شمارۀ ۵: میدان فردوسی، روبروی بیمارستان معتضدی | -        | -               |
| مهمانسرای سلامت (مهمانسرای دانشگاه علوم پزشکی کرمانشاه) | بلوار بهشتی، بعد از میدان نفت، جنب بیمارستان طالقانی | ۱۳۹۵     | پایگاه اینترنتی |